# Grande-Garonne
 (mai 2015).
La  Grande-Garonne est une rivière du Var, en région Provence-Alpes-Côte d'Azur, et un affluent de l'Argens.

## Géographie
Elle mesure 14,8 km et atteint jusque 15 m de large.
Elle a la réputation d'être très poissonneuse.
Elle prend sa source à proximité de Bagnols-en-Forêt, 318 m d'altitude, et s'appelle en cette partie haute le torrent le Ronflon.
La Grande Garonne coule globalement du nord vers le sud, et traverse les territoires de Puget-sur-Argens et s'appelle la Vernède.
Il conflue sur la commune de Fréjus, à quelques centaines de mètres du débouché du Reyran, à 2 m d'altitude.

### Communes et cantons traversés
Dans le seul département du Var, la Grande Garonne traverse les trois communes, de l'amont vers l'aval, de Bagnols-en-Forêt (source), Puget-sur-Argens, Fréjus (confluence).
Soit en termes de cantons, la Grande Garonne prend source sur le canton de Roquebrune-sur-Argens, conflue dans le canton de Fréjus, le tout dans l'arrondissement de Draguignan.

### Bassin versant
La Grande garonne traverse une seule hydrographique 'L'Argens de la Grande Garonne inclus à la mer Méditerranée' (Y532) de 2 728 km2 de superficie. Ce Bassin versant est constitué à 69,98 % de « forêts et milieux semi-naturels », à 24,85 % de « territoires agricoles », à 6,09 % de « territoires artificialisés », à 0,08 % de « surfaces en eau », à 0,02 % de « zones humides ».

## Affluents
La Grande-Garonne possède quatre affluents contributeurs référencés :
- le Réal (rd), (5,7 km),
- la Garonne (rd), (1,1 km), avec un affluent :
  - le Compassis,
- le Béal (rd), (6,7 km),
- le Vallon des Marronniers (rd), (2,7 km).

Son rang de Strahler est donc de trois.